# Hünstetten
Hünstetten ist eine Gemeinde im südhessischen Rheingau-Taunus-Kreis. Der Sitz der Gemeindeverwaltung befindet sich im Ortsteil Wallbach.

## Geografie
Hünstetten liegt im Taunus nördlich des Hauptkamms zwischen Limburg und der Landeshauptstadt Wiesbaden.
Hünstetten grenzt im Norden an die Gemeinde Hünfelden, im Nordosten an die Stadt Bad Camberg (beide Landkreis Limburg-Weilburg), im Osten an die Stadt Idstein, im Süden an die Stadt Taunusstein sowie im Westen an die Gemeinden Hohenstein und Aarbergen (alle Rheingau-Taunus-Kreis).

## Gliederung
Hünstetten besteht aus den Ortsteilen:
|  |                   | Einwohner |
|  | ----------------- | --------- |
|  | Bechtheim         | 900       |
|  | Beuerbach         | 1169      |
|  | Görsroth          | 1703      |
|  | Kesselbach        | 1043      |
|  | Ketternschwalbach | 464       |
|  | Limbach           | 670       |
|  | Oberlibbach       | 713       |
|  | Strinz-Trinitatis | 926       |
|  | Wallbach          | 1089      |
|  | Wallrabenstein    | 2056      |

Gesamt 10.733
Die Einwohnerzahlen basieren auf Daten zum 31. Dezember 2018.

## Geschichte

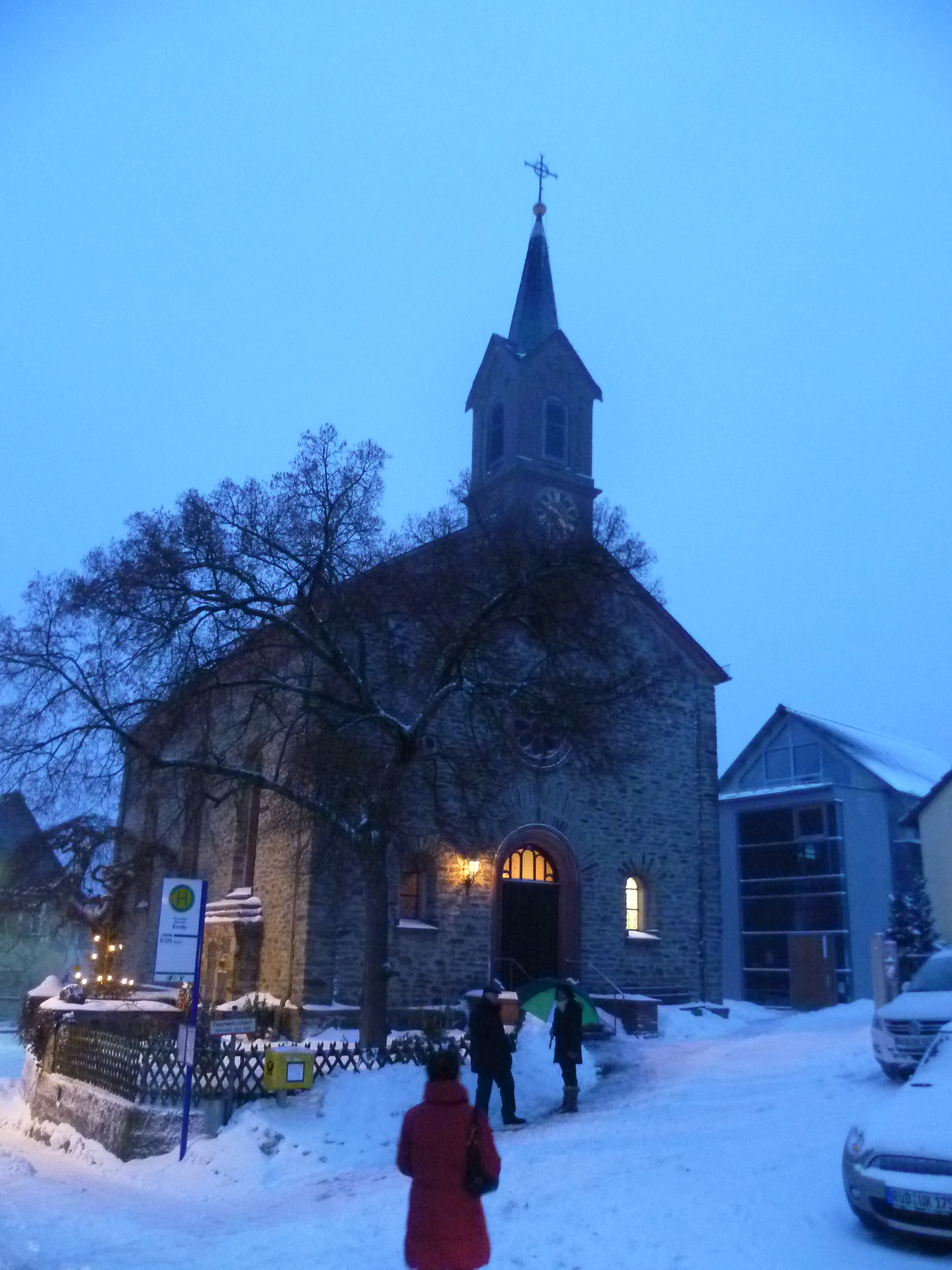
Die evangelische Kirche in Görsroth

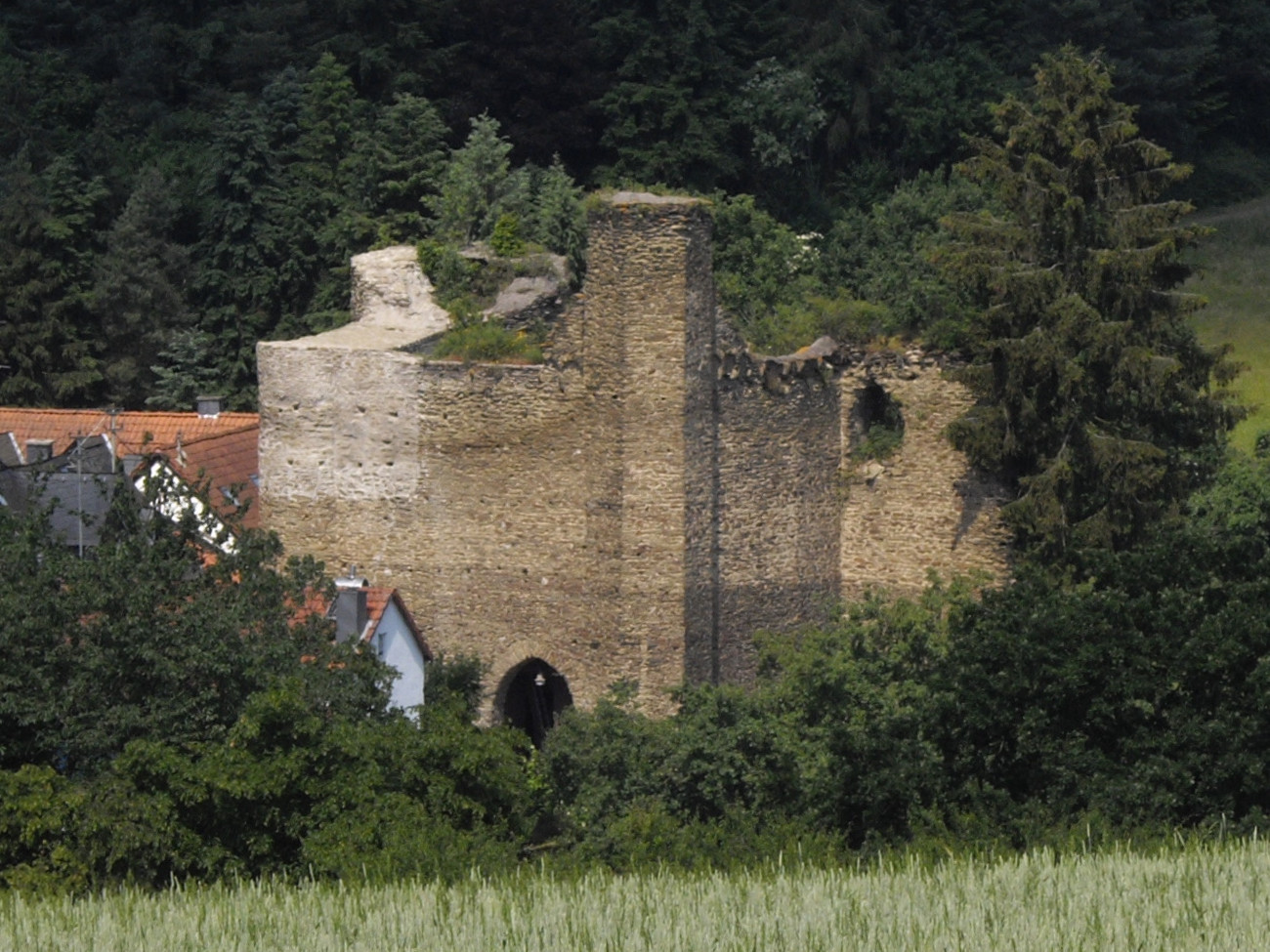
Die Burg Wallrabenstein

Eine Besiedlung im Beuerbacher Raum schon in der Steinzeit von 4400 v. Chr. bis 3500 v. Chr. gilt inzwischen als gesichert. Dies belegen Funde, die der Michelsberger Kultur zuzuordnen sind und im Heimatmuseum Hünstetten ausgestellt werden.
Im Zuge der Gebietsreform in Hessen entstand die Gemeinde Hünstetten am 31. Januar 1971 durch den freiwilligen Zusammenschluss der sechs Gemeinden Beuerbach, Kesselbach, Ketternschwalbach, Limbach, Strinz-Trinitatis und Wallbach. Am 1. Juli 1972 kam ebenfalls auf freiwilliger Basis Oberlibbach hinzu. Am 1. Januar 1977 schließlich wurden Bechtheim, Görsroth und Wallrabenstein kraft Landesgesetzes eingemeindet. Für alle ehemals eigenständigen Gemeinden wurden Ortsbezirke mit Ortsbeirat und Ortsvorsteher gebildet. Im zentral gelegenen Wallbach wurde für die Gemeindeverwaltung ein Neubaukomplex errichtet.

## Politik

### Gemeindevertretung
Die Kommunalwahl am 14. März 2021 lieferte folgendes Ergebnis, in Vergleich gesetzt zu früheren Kommunalwahlen:
| Sitzverteilung in der Gemeindevertretung 2021Insgesamt 31 Sitze - SPD: 6 - Grüne: 5 - HüLi: 13 - FDP: 1 - CDU: 6 | Parteien und Wählergemeinschaften | Parteien und Wählergemeinschaften           | 2021  | 2021  | 2016  | 2016  | 2011  | 2011  | 2006  | 2006  | 2001  | 2001  |
| Sitzverteilung in der Gemeindevertretung 2021Insgesamt 31 Sitze - SPD: 6 - Grüne: 5 - HüLi: 13 - FDP: 1 - CDU: 6 | Parteien und Wählergemeinschaften | Parteien und Wählergemeinschaften           | %     | Sitze | %     | Sitze | %     | Sitze | %     | Sitze | %     | Sitze |
| Sitzverteilung in der Gemeindevertretung 2021Insgesamt 31 Sitze - SPD: 6 - Grüne: 5 - HüLi: 13 - FDP: 1 - CDU: 6 | HüLi                              | Hünstetter Liste – Bürger für Hünstetten    | 41,7  | 13    | 42,5  | 13    | 25,3  | 8     | –     | –     | –     | –     |
| Sitzverteilung in der Gemeindevertretung 2021Insgesamt 31 Sitze - SPD: 6 - Grüne: 5 - HüLi: 13 - FDP: 1 - CDU: 6 | SPD                               | Sozialdemokratische Partei Deutschlands     | 20,1  | 6     | 26,0  | 8     | 36,6  | 11    | 50,7  | 14    | 56,6  | 17    |
| Sitzverteilung in der Gemeindevertretung 2021Insgesamt 31 Sitze - SPD: 6 - Grüne: 5 - HüLi: 13 - FDP: 1 - CDU: 6 | CDU                               | Christlich Demokratische Union Deutschlands | 19,0  | 6     | 21,4  | 7     | 25,5  | 8     | 35,5  | 10    | 31,4  | 10    |
| Sitzverteilung in der Gemeindevertretung 2021Insgesamt 31 Sitze - SPD: 6 - Grüne: 5 - HüLi: 13 - FDP: 1 - CDU: 6 | Grüne                             | Bündnis 90/Die Grünen                       | 15,9  | 5     | 10,1  | 3     | 12,6  | 4     | 10,4  | 3     | 9,4   | 3     |
| Sitzverteilung in der Gemeindevertretung 2021Insgesamt 31 Sitze - SPD: 6 - Grüne: 5 - HüLi: 13 - FDP: 1 - CDU: 6 | FDP                               | Freie Demokratische Partei                  | 3,3   | 1     | –     | –     | –     | –     | 3,4   | 1     | 2,6   | 1     |
| Sitzverteilung in der Gemeindevertretung 2021Insgesamt 31 Sitze - SPD: 6 - Grüne: 5 - HüLi: 13 - FDP: 1 - CDU: 6 | Gesamt                            | Gesamt                                      | 100,0 | 31    | 100,0 | 31    | 100,0 | 31    | 100,0 | 31    | 100,0 | 31    |
| Sitzverteilung in der Gemeindevertretung 2021Insgesamt 31 Sitze - SPD: 6 - Grüne: 5 - HüLi: 13 - FDP: 1 - CDU: 6 | Wahlbeteiligung in %              | Wahlbeteiligung in %                        | 59,6  | 59,6  | 58,4  | 58,4  | 57,2  | 57,2  | 58,1  | 58,1  | 59,8  | 59,8  |

### Bürgermeister
Nach der hessischen Kommunalverfassung wird der Bürgermeister für eine sechsjährige Amtszeit gewählt, seit dem Jahr 1993 in einer Direktwahl, und ist Vorsitzender des Gemeindevorstands, dem in der Gemeinde Hünstetten neben dem Bürgermeister ehrenamtlich ein Erster Beigeordneter und sechs weitere Beigeordnete angehören. Bürgermeister ist seit dem 1. Juni 2013 Jan Kraus (HüLi). Er wurde als Nachfolger von Axel Petri (SPD), der nach zwei Amtszeiten nicht wieder kandidiert hatte, am 16. Dezember 2012 in einer Stichwahl bei 61,2 Prozent Wahlbeteiligung mit 55,0 Prozent der Stimmen gewählt. Es folgten zwei Wiederwahlen, zuletzt im Dezember 2024.
Amtszeiten der Bürgermeister
- 2013–2031 Jan Kraus (HüLi)
- 2001–2013 Axel Petri (SPD)
- 1973–2001 Helmut Schumann (SPD) (1938–2023)[17]

### Wappen
Die offizielle Blasonierung des vom Staatsarchiv Darmstadt im Dezember 1979 genehmigten Wappens lautet „In Gold ein roter Balken zwischen zwei roten Flanken, begleitet oben von vier (2,2), unten von sechs (2,2,2) blauen Doppel-T-Kopfschäften.“ Das redende Wappen wurde nach den Vorgaben der Gemeinde durch den Bad Nauheimer Heraldiker Heinz Ritt gestaltet. Die zehn Hünengräber (Fachbegriff: Dolmen) symbolisieren die zehn ehemals selbstständigen Gemeinden und der rote Buchstabe „H“ den Anfangsbuchstaben der 1972 entstandenen Großgemeinde. Der Querbalken des Buchstaben H stellt gleichzeitig die Hühnerstraße (Bundesstraße 417) dar, die 4 von 6 Ortsteilen trennt.

### Partnergemeinde
Hünstetten unterhält seit 1976 partnerschaftliche Beziehungen zu Neukirchen am Großvenediger in Österreich.

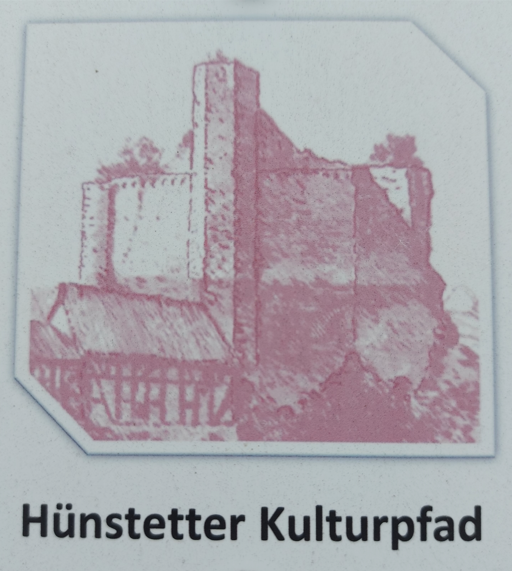

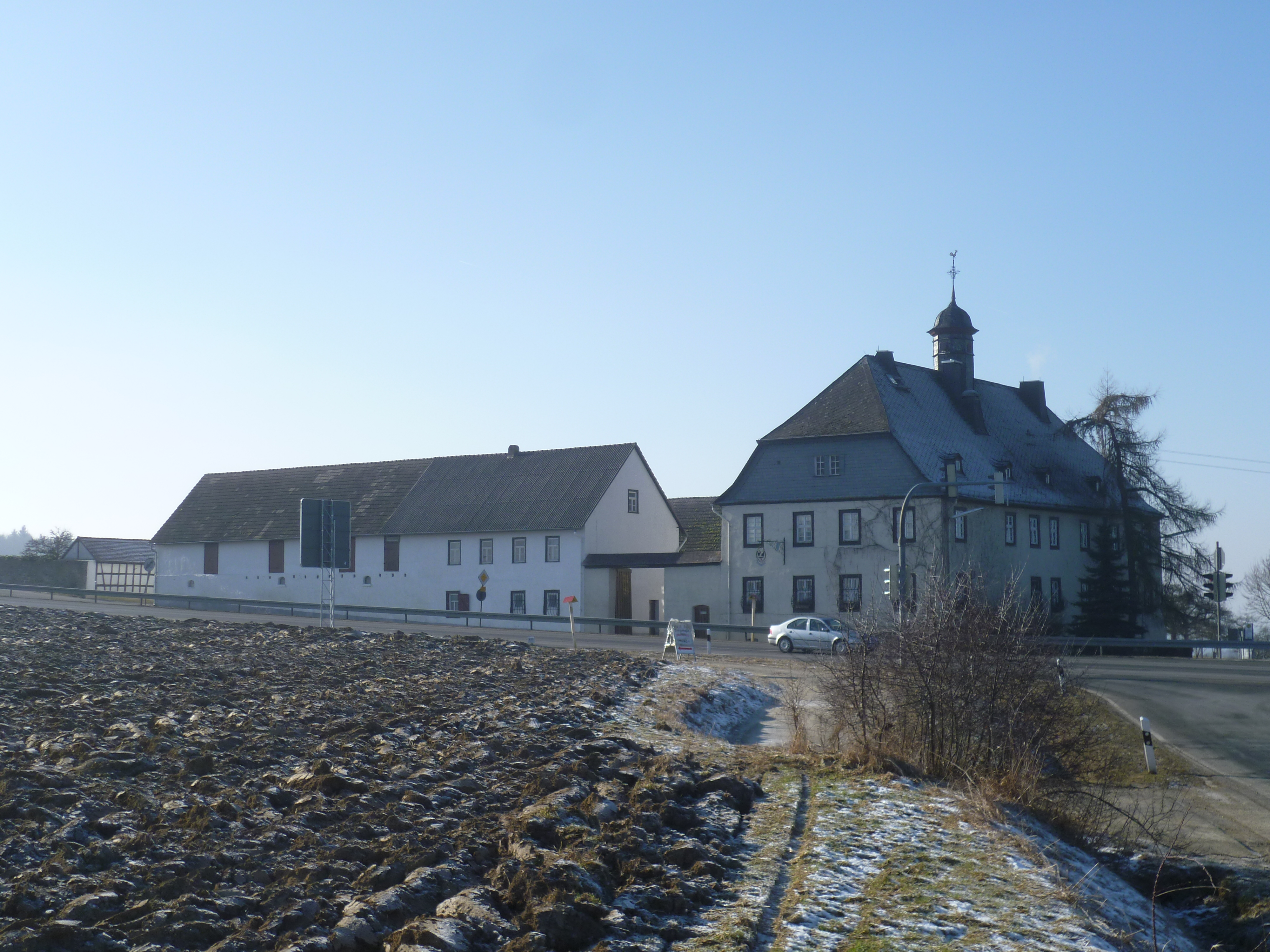
Das Hofgut Hühnerkirche

## Bauwerke
Im Jahr 2020 ließ die Gemeinde Hünstetten den Hünstetter Kulturpfad anlegen, der an kulturell wertvollen Objekten aus allen Ortsteilen der Gemeinde vorbeiführt. Tafeln vor Ort informieren über die Objekte. Von den gut 60 Kulturdenkmälern in Hünstetten sind etwa 40 im Kulturpfad vertreten. Der Kulturpfad wurde durch das Land Hessen und die EU gefördert.

## Wirtschaft, Verkehr und Infrastruktur
Hünstetten war ländlich geprägt, und die Landwirtschaft spielt auch heute noch eine Rolle. Insgesamt hat sich die Gemeinde in der zweiten Hälfte des 20. Jahrhunderts zu einer Wohnsitzgemeinde gewandelt. Es gibt etwa 800 Arbeitsplätze am Ort. Die überwiegende Mehrheit der Arbeitnehmer verdient ihren Lebensunterhalt außerhalb der Gemeinde. 
Die Gemeinde ist mit der zehn Kilometer entfernten Anschlussstelle Bad Camberg und der neun Kilometer entfernten Anschlussstelle Idstein der A 3 gut an das Autobahnnetz angebunden. Die Bundesstraße 417 (Limburg an der Lahn–Wiesbaden) verläuft durch die Großgemeinde. Die Entfernung nach Wiesbaden beträgt 22 km, nach Mainz 26 km und nach Frankfurt 50 km.
Bei einem Bürgerentscheid am 12. März 2023 haben 3739 Wahlberechtigte (76,2 Prozent) für den Bau von sechs Windkraftanlagen (WKA) votiert und 1166 (23,8 Prozent) dagegen. Die Gemeinde rechnet mit mindestens einer Million Euro pro Jahr Pacht und Gewerbesteuer durch die WKA.

## Schulen
- IGS Wallrabenstein (integrierte Gesamtschule) in Wallrabenstein
- Rabenschule (Grundschule) in Wallrabenstein
- Panoramaschule (Grundschule) in Görsroth

## Sport
Im Jahre 2021 bewarb sich die Gemeinde gemeinsam mit Idstein, Waldems und Niedernhausen als Host Town für die Gestaltung eines viertägigen Programms für eine internationale Delegation der Special Olympics World Summer Games 2023 in Berlin. Im Jahre 2022 wurde sie als Gastgeberin für Special Olympics Jemen ausgewählt. Damit wurde sie Teil des größten kommunalen Inklusionsprojekts in der Geschichte der Bundesrepublik mit mehr als 200 Host Towns.
Weiterhin existiert im Ortsteil Limbach eine Baseball-Mannschaft, die in der ersten Liga spielt.